# David Vála
David Vála (Liberec, 17 de abril de 1978) es un deportista checo que compitió en lucha grecorromana.
Ganó una medalla de plata en el Campeonato Europeo de Lucha de 2007, en la categoría de 120 kg. Participó en tres Juegos Olímpicos de Verano, ocupando el noveno lugar en Sídney 2000, el 14.º lugar en Atenas 2004 y el 12.º en Londres 2012.

## Palmarés internacional
| Campeonato Europeo | Campeonato Europeo | Campeonato Europeo | Campeonato Europeo |
| Año                | Lugar              | Medalla            | Categoría          |
| ------------------ | ------------------ | ------------------ | ------------------ |
| 2007               | Sofía (Bulgaria)   | Medalla de plata   | 120 kg             |